# Villa Altagracia
Villa Altagracia est une municipalité située dans la province de San Cristóbal en République dominicaine.
La population était de 169 655 habitants en 2012.